# Americhernes eidmanni
Espèce
Synonymes
- Pycnochernes eidmanni Beier, 1935

Americhernes eidmanni est une espèce de pseudoscorpions de la famille des Chernetidae.

## Distribution
Cette espèce est endémique de l'État de Rio de Janeiro au Brésil. Elle se rencontre vers Mendes.
Ce pseudoscorpion a été découvert dans une fourmilière d'Atta sexdens.

## Étymologie
Cette espèce est nommée en l'honneur d'Hermann Eidmann.

## Publication originale
- Beier, 1935 : Ein neuer Pseudoskorpion aus Atta-Nestern. Zoologischer Anzeiger, vol. 111, p. 45-46.